# Carcinoscorpius
Carcinoscorpius is een monotypisch geslacht van degenkrabben (familie Limulidae).

## Soort
De enige soort in het geslacht is Carcinoscorpius rotundicauda